# Marcin Górniak
Marcin Górniak ( 1960 ) es un botánico polaco; del Departamento de Taxonomía y Conservación de la Naturaleza, de la Universidad de Gdańsk.

## Algunas publicaciones
- piotr Rutkowski, dariusz l. Szlachetko, marcin Górniak. 2008. Phylogeny and taxonomy of the subtribes Spiranthinae, Stenorrhynchidinae and Cyclopogoninae (Spirantheae, Orchidaceae) in Central and South America. Editor Wydawnictwo Uniwersytetu Gdańskiego, 348 pp. ISBN 83-7326-573-2
- La abreviatura «Górniak» se emplea para indicar a Marcin Górniak como autoridad en la descripción y clasificación científica de los vegetales.[1]